# Elmwood (Nebraska)
Elmwood je selo u američkoj saveznoj državi Nebraska. Prema popisu stanovništva iz 2010. u njemu je živjelo 634 stanovnika.